# Moheganen
De Moheganen is een indianenstam die in de oostelijke Thames River-vallei in Connecticut leeft.
Op het moment dat ze contact kregen met Europese ontdekkingsreizigers, vormden de Mohegan een gezamenlijke stam met de Pequot. In het begin van de 17e eeuw werden ze een aparte stam, onafhankelijk van de Pequotindianen.
Veel stamleden leven in het Mohegan Reservaat (41° 28′ 42″ NB, 72° 04′ 55″ WL) in
Montville in de New London County. De stam kreeg federale erkenning in 1994. Ze baat het Mohegan Sun Casino in Uncasville (Connecticut) uit, dat het tweede grootste casino van de Verenigde Staten is. Daarnaast ook een casino in Pocono Downs, Wilkes-Barre (Pennsylvania). Ze hebben ook een eigen WNBA team, de Connecticut Sun.

## Mohikanen
Ook al lijken hun namen op elkaar, de Moheganen zijn een andere stam dan de Mohikanen, die ook een vorm van Algonquian spreken. In vele historische documenten wordt echter naar beide stammen verwezen met de naam "Mohikanen". Deze verwarring is ontstaan door een vertaalfout. Adriaen Block, een Nederlander en een van de eerste Europeanen die naar beide stammen verwees, maakte een onderscheid tussen enerzijds de "Moheganen" en anderzijds de "Mahicanen, Mohicanen, Mohikanen, Mahican of Mohican".
De Mohikanen worden echter historisch gesitueerd in de vallei van de Hudson (in de buurt van Albany (New York)). Maar onder de druk van de Amerikaanse Revolutie, verhuisden vele Mohikanen naar Stockbridge na 1780, waar ze de bijnaam "Stockbridge Indians" opdeden. Afstammelingen verhuisden naar Wisconsin tijdens de jaren 1820 - 1840. De stam van de Moheganen bleef, in tegenstelling tot die van de Mohikanen, vooral in New England en recenter in hun reservaat in Connecticut.

## Ondergang en wederopstanding
De laatste levende spreker van de taal van de Moheganen, Fidelia A. H. Fielding, stierf in 1908. Alles wat bekend is over het Algonquian dialect "Mohegan", komt uit een rapport dat opgesteld is door de antropologe Gladys Tantaquidgeon, die samenleefde met Fielding. Het was pas 70 jaar later dat verre afstammelingen van Fielding terugkeerden naar "hun" land om daar het casino "Mohegan Sun" op te richten. Tantaquidgeon vulde met haar verslag een gat van meerdere generaties aan kennis op.

## Bekende Moheganen
- Fidelia Fielding (1827–1908), de laatste vloeiende spreekster van het Mohegan
- Samson Occom (1723-1792), predikant die de stam hielp verhuizen naar Brotherton
- Gladys Tantaquidgeon (1899–2005), antropologe
- Mahomet Weyonomon, een sachem die in 1735 naar Engeland verhuisde om een betere en eerlijkere behandeling van zijn mensen te zoeken.